# Sankt Willibald
Sankt Willibald è un comune austriaco di 1 094 abitanti nel distretto di Schärding, in Alta Austria.